# 7,5 cm KwK 40
De 7,5 cm KwK 40 was een Duitse tankkanon, voornamelijk gebruikt op de Panzer IVs en StuG IIIs tijdens de Tweede Wereldoorlog. Het wapen was bedoeld als vervanging van de 7,5 cm KwK 37, welke niet genoeg vuurkracht meer bezat om de tanks van die tijd uit te schakelen. Het kanon kwam in twee loop formaten: L/43 en L/48.

## Gebruik
7,5 cm KwK 40 L/43
- SdKfz. 161/1 Panzerkampfwagen IV Ausf. F2/G;
- SdKfz. 142/1 Sturmgeschütz III Ausf. F.

7.5 cm KwK L/48
- SdKfz. 161/2 Panzerkampfwagen IV Ausf. G, H en J (evenals de Panzerbefehlswagen IV mit 7,5 cm KwK 40 L/48 (PzBefWg IV) en de Panzerbeobachtungwagen IV (PzBeogWg IV);

7.5 cm StuK L/43
- de vroege versies van de SdKfz. 142/1 Sturmgeschütz III Ausf. F.

7.5 cm StuK L/48
- SdKfz. 142/1 Sturmgeschütz III Ausf. F/8 en G;
- SdKfz. 167 Sturmgeschütz IV (StuG IV);
- SdKfz. 162 Jagdpanzer IV (enkel 780 stuks, de andere 1218 werden bewapend met 7,5 cm KwK 42)